# バーンコークヤイ区
バーンコークヤイ区（バーンコークヤイく、タイ語: เขตบางกอกใหญ่）は、タイ王国バンコク都の行政区の一つ。
この行政区は、時計回りに、バーンコークノーイ区、プラナコーン区、トンブリー区、パーシーチャルーン区、タリンチャン区の5つの行政区に接している。チャオプラヤ川に面している。

## 歴史
バーンコークヤイ運河(Khlong Bangkok Yai)にちなんで名づけられた。
1958年、バーンコークヤイ郡が設立。1972年、バーンコークヤイ区に変更。

## 建物

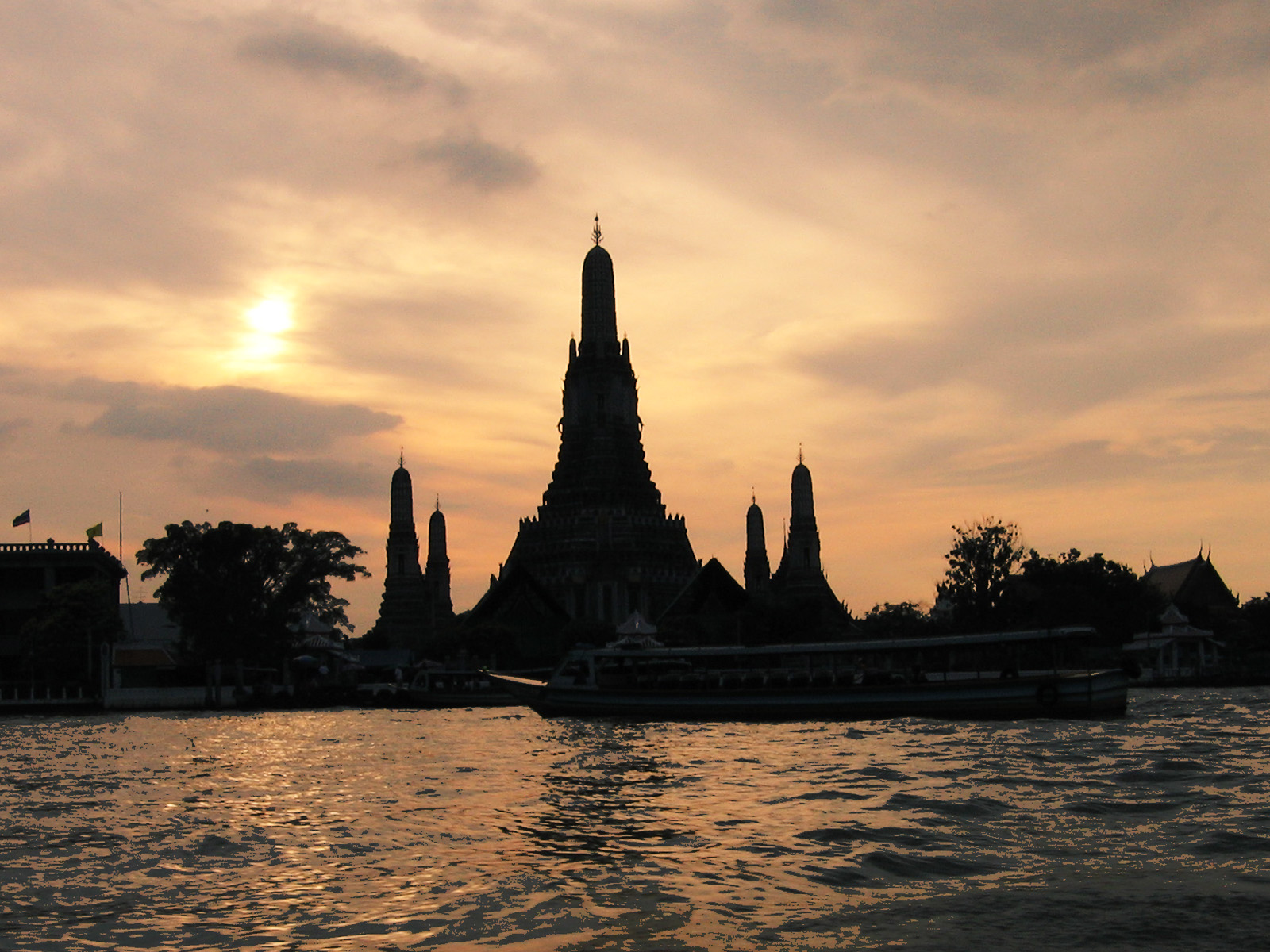
暁に浮かぶワット・アルン

- ワット・アルンラーチャワラーラーム（暁の寺）